# Pârgărești (gmina)
Pârgărești – gmina w Rumunii, w okręgu Bacău. Obejmuje miejscowości Bahna, Nicorești, Pârâu Boghii, Pârgărești i Satu Nou. W 2011 roku liczyła 4445 mieszkańców.